# 치악재
치악재(雉嶽岾)는 강원특별자치도(江原特別自治道) 원주시(原州市) 판부면(板富面)과 신림면(神林面)의 경계에 있는 고개로, 높이는 해발 450m이고 치악산국립공원 남쪽 끝에 있다. 55번 고속국도(중앙고속국도)와 국도 제5호선, 중앙선이 통과한다. 근처에 치악산자연휴양림과 중앙고속국도 치악휴게소, 중앙선 철도 치악역이 있다. 영월지맥에서 갈라져 나온 백운지맥이 통과한다.